# Rumex frutescens
Rumex frutescens là một loài thực vật có hoa trong họ Rau răm. Loài này được Thouars miêu tả khoa học đầu tiên năm 1808.